# 大宮セブン
大宮セブン（おおみやセブン）は、埼玉県さいたま市大宮区にある「大宮ラクーンよしもと劇場」を主な活動拠点としている吉本興業所属のお笑い芸人によるユニット。2023年現在、6組の芸人がメンバーとして属する。さいたま市を盛り上げる使命を担い結成され、2015年よりさいたま観光大使を務めている。

## 略歴
2014年
- 7月7日 - 大宮ラクーンよしもと劇場オープン。
- 10月9日 - 「大宮芸人チーム（仮称）」のメンバー発表。ユニット名の公募を開始。
- 11月15日 - 公募による最終案からメンバーによる決定投票により、ユニット名を大宮セブンと命名。

2015年
- 2月25日 - さいたま観光大使に任命される。

2017年
- 12月31日 - えんにちが同日で解散することに伴い、初代「大宮セブン」も解散。

2018年
- 1月1日 - 5組によるユニットとして大宮セブンVに再編。
- 7月7日 - 新メンバー2組を加え、名称が大宮セブンに戻る。

2020年
- 9月13日 - ボーイフレンドの降格に伴い、下部組織として「大宮セブンジュニア」が結成。

2021年
- 3月31日 - 「大宮セブンジュニア」が解散。

2022年
- 3月18日 - 新メンバーとしてコマンダンテが加入。

2023年
- 5月2日 - コマンダンテが解散とともに大宮セブンから脱退。

2024年
- 3月16日 - 鉄道のまち大宮応援隊に任命される。
- 3月31日 - メンバーであるGAGからひろゆきが脱退。
- 7月7日 - 元コマンダンテのファニーがGAG新メンバーとして大宮セブンに加入。
- 12月13日、大宮セブンを題材とした映画『くすぶりの狂騒曲』が公開。

2025年
- 2月9日 - メンバーであるジェラードンから海野が脱退。

## メンバー

### 現メンバー
初代大宮セブン（2014年10月 - 2017年12月）、大宮セブンV（2018年1月 - 7月）を経て、2018年7月から大宮セブン（二代目）として活動している。
5組で活動していた大宮セブンVにジェラードン・ボーイフレンドの2組が加入し、7組となったことで、「大宮セブン」の名称が復活した。なお、二代目となってからもボーイフレンドの降格、コマンダンテの加入、脱退が生じており、2024年時点での所属は6組であるが名称の変更はない。
それぞれのメンバーに屋号が決まっており、「大宮セブンライブ」の際はそれぞれの屋号が書かれた屋号Tシャツを着て出演することが多い。
| コンビ/トリオ名  | 屋号                                     | 備考 |
| ---------------- | ---------------------------------------- | --- |
| 囲碁将棋         | にぎやかし（根建） 後回し（文田）        | |
| マヂカルラブリー | 野田氏（野田） 太し（村上）              | |
| GAG              | 細し（SJ） 美味し（福井） シビア（安田） | 2024年3月31日まではひろゆきを含めたトリオで活動。同年7月7日より元コマンダンテの安田ファニーが加入。 福井はさいたま市（大宮区）在住             |
| タモンズ         | 腐し（大波） ぼかし（安部）              | 当初の安部の屋号は「斜視」であったが、2021年4月11日に現在の屋号に変更 2019年4月から12月までのコンビ名は「つき」 安部はさいたま市（浦和区）在住 |
| すゑひろがりず   | やばし（南條） べらし（三島）            | |
| ジェラードン     | ピカソ（西本） 三井寿（かみちぃ）        | 2025年2月9日までは海野裕二を含めたトリオで活動。                                                                                               |

#### 過去のメンバー（二代目）
ボーイフレンド
2018年7月7日加入。
2020年9月13日に大宮セブンジュニア（後述）の誕生と同時に降格。
所属時の屋号は、黒沼が「実家暮らし」、宮川が「遅刻」であった。
コマンダンテ
2022年3月18日に新メンバーとして加入。
2023年5月2日に解散と同時に脱退。
所属時の屋号は石井が「水出し泣き虫UCC」、安田が「呼び出し」であった。
安田は2024年7月7日にGAGのメンバーとして再加入。
ひろゆき（現・ヒロユキMc-Ⅱ）
2024年3月にGAGから脱退すると同時に大宮セブンを脱退。
所属時の屋号は「まわし」であった。
海野裕二
元ジェラードン。2021年12月14日から体調不良のため一時休養、2022年7月11日に一旦復帰したものの、同年7月14日以降、再度休養。2025年1月6日のトークライブに出演し、復帰を発表したものの、2025年2月7日、同年2月9日付けで吉本興業よりマネジメント契約を終了し、併せてジェラードンから脱退することが発表された。
所属時の屋号は「シー」であった。

## 過去の組織及びメンバーの変遷

### 初代大宮セブン
2014年10月9日に結成。2017年12月31日に解散。
犬の心
えんにち
2015年7月7日からはさいたま市住みます芸人も兼任。
2017年12月31日解散。
サカイスト
2017年11月25日をもって福岡吉本へ移籍。
GAG少年楽団
タモンズ
ブロードキャスト!!
マヂカルラブリー
山田菜々
2015年7月7日に加入。
すゑひろがりず
サカイストの福岡移籍を受け、2017年10月30日に仮メンバーとして加入。
公式の区分けではないが、GAG・福井によると大宮セブン内部でも序列が存在し、「色男」「東京でも仕事がある」Aチーム、「泥臭い」「大宮でしか仕事がない」Bチームというチーム分けを提唱していた。Aチームが犬の心、サカイスト、ブロードキャスト!!。Bチームがえんにち・タモンズ・マヂカルラブリーで、この3組によるユニットライブ「えんタモラブリー」も数度開催されていた。GAG少年楽団は「Bチーム」とも「宮戸だけAチーム」ともしている。

### 大宮セブンV
「V」の読み方は「ファイブ」。2018年1月に初代大宮セブンよりGAG少年楽団・タモンズ・マヂカルラブリーの3組が残留し、前述のすゑひろがりずが正メンバーとして昇格、囲碁将棋が新メンバーとして加わり5組に再編。
1月の結成時点で、「7月に2組を追加して『大宮セブン』に、さらに2019年には更に3組を追加して『大宮セブンX（テン）』へ拡張させる予定である」ことが発表されていた。
GAG
2018年6月、トリオ名を「GAG少年楽団」から改名。
タモンズ
マヂカルラブリー
囲碁将棋
すゑひろがりず

### 大宮セブンジュニア
2020年9月13日、ボーイフレンドの降格とピンタンパンの加入により結成された下部組織。2021年3月31日をもって解散。
ボーイフレンド
コンビの大躍進を願い、「M-1グランプリ2020で準決勝まで行かないと降格」と発破をかけたものの、2020年8月31日の1回戦で敗退。その後9月13日によしもと幕張イオンモール劇場で行われた、プロデューサーX緊急招集企画『大宮セブンボーイフレンド問題について話し合う〜大宮セブンジュニア降格へ赤信号点滅〜』にて「大宮セブンジュニア」に降格した。なお、その後M-1の再エントリー制度を利用し1回戦を突破したが、準々決勝で敗退。
大宮セブンジュニアの解散後はヨシモト∞ホールのムゲンダイユースメンバーに転籍したが、2021年12月6日にコンビ解散を発表。同月17日の単独ライブをもって解散。
ピンタンパン
上記『大宮セブンボーイフレンド問題について話し合う』ライブにおいて前説を行い、大宮セブンジュニアに加入。
大宮セブンジュニアの解散後は神保町よしもと漫才劇場所属メンバー。

## エピソード
- 『ゴッドタン』（テレビ東京）の「事務所対抗ゴシップニュース｣（2020年4月19日放送）で、鬼越トマホークが「“第3の影の軍団”『大宮吉本』[注 3]が力をつけてきている」と発言し[22]、お笑いファンにその名が知れ渡ったとされる。
- 「大宮裏セブン」とは大宮セブン以外で、大宮の劇場に頻繁に出演している芸人の事を呼ぶ。ダイタク、（メンバー加入前の）コマンダンテ、ななまがりなどが劇場側が公式としている「裏セブン」である。ダイタク、コマンダンテは大宮セブンを差し置いて大宮ラクーンよしもと劇場出演芸人人気TOP4に入っている。
- マヂカルラブリー・野田は、2020年9月21日放送の『オールナイトニッポン0』（ニッポン放送）にて、大宮セブンが「賞レースのストイック集団」と化したことを嘆いている。
- マヂカルラブリー・村上曰く「元々は夜お金持ちと飲みに行って仕事を貰う集団」で、その活動は「夜の部」「夜の部隊」と呼ばれている。「夜の部」のメンバーは村上、タモンズ、すゑひろがりず、GAG・坂本[注 4]、囲碁将棋・文田。GAG・福井によれば、初期はえんにち・望月が「夜の部」におけるキーパーソンであったとのこと[18]。
- 2019年10月15日に行なわれた「大宮セブンファンミーティング2019」にて、大宮セブンファンの呼び名を決めることになり、様々な案の中からすゑひろがりず・南條が出した「お客様も大宮セブンの一味」という意味が込められた「七味」に決定した[23]。
- 大宮での変わった営業が、バラエティ番組で度々取り上げられている。
- タモンズは劇場スタッフにハマっていないため、大宮の平日公演に出演することができない時期があった[24]。
- かつてコマンダンテは、大宮セブン加入の話を2回断ったという噂がある[25]。
- 『ネタパレ』（フジテレビ）の大喜利企画でのGAG・福井の発言を機に、同番組の2020年8月28日放送回で、大宮セブンが特集された[26]。
- 『爆笑問題＆霜降り明星のシンパイ賞!!』（テレビ朝日）の「芸人シンパイニュースショー｣（2020年12月13日放送）でも、大宮ラクーンよしもと劇場所属芸人について特集。「劇場事情に詳しい芸人」として登場したパンサー・向井は、「隔離された土地で、みんなそれぞれ独自の進化を遂げるっていう、ガラパゴス諸島みたいな劇場で。大宮の地元に根づいた営業とかがいっぱいあったりするんで。（鍛えられた）結果が今こうなってるのかなという感じはします」と解説した[27]。

## 大宮ラクーンよしもと劇場の新劇場ユニット
- 2022年4月14日に「大宮セブン」に続く大宮ラクーンよしもと劇場の新劇場ユニットとして、「オーミヤンズ5」が結成[28]。メンバーは、デニス、ダンビラムーチョ、入間国際宣言、素敵じゃないか、ネイチャーバーガーの5組。

## 対抗ユニット
大宮セブンの一定の成功を受けて、他の吉本の劇場に所属する芸人で編成されるユニットが出現した。2021年8月現在で大宮セブンに対抗するユニットとして、「沼津セブン海賊団」、「森ノ宮シックス」、「お抹茶煎じ隊」、「幕張イロモンスターズ」がある。
- 「沼津セブン海賊団」は沼津ラクーンよしもと劇場所属の芸人で編成され、初代大宮セブンのメンバーだったおしみんまる（元 犬の心・押見）が相談役（元リーダー）、ぬまんづを船長（リーダー）にTHIS IS パン・そいつどいつ・サンシャイン・アイロンヘッド・クロスバー直撃・ゆにばーすがメンバーとして参加している。2020年8月に発足し、9月にメンバーを発表した。
- 「森ノ宮シックス」は森ノ宮よしもと漫才劇場所属の芸人で編成され、吉田たち・デルマパンゲ・ツートライブ・令和喜多みな実・セルライトスパ・パーティーパーティーがメンバーとして参加している。2021年1月に結成。
- 「お抹茶煎じ隊」は神保町よしもと漫才劇場所属の芸人で編成され、田辺智加（ぼる塾）がプロデュースする形で令和ロマン、ナイチンゲールダンス、9番街レトロがメンバーとして参加している。2021年4月に結成。
- 「幕張イロモンスターズ」はよしもと幕張イオンモール劇場所属の芸人で編成され、キャプテン・マクハリ（井下好井・好井）をリーダーにバイク川崎バイク、サルゴリラ、うるとらブギーズ、ななまがりに大宮セブンと兼任ですゑひろがりずがメンバーとして参加している。さらに、将来的にあと9つのユニットを立ち上げて「幕張X（テン）ユニット」を結成することとしており、その中心的ユニットを担う。大宮セブンの姉妹ユニットとして2014年10月に結成して2020年12月に解散した「幕張セブンスターズ」を事実上復活させる形で2021年8月に結成された。なお、「幕張セブンスターズ」には、ハイキングウォーキング、とにかく明るい安村、アキナ、バイク川崎バイク、しずる、はんにゃ、フルーツポンチ、チョコレートプラネットらがメンバーとして参加していた。

## 出演

### テレビ
- それゆけ!大宮セブン（テレビ埼玉・BSよしもと・札幌テレビ放送、2022年3月22日 - ）
  - テレビ埼玉・BSよしもと共同制作の、大宮セブンとして初の冠番組。
- アメトーーク!（テレビ朝日、2021年2月18日）-『(祝)M-1優勝記念!! 大宮セブン〜不遇の劇場ユニット 知ってます？〜』
  - 二代目大宮セブンメンバー6組が一堂に会してのテレビ初出演。
- 10万円でできるかな（テレビ朝日、2021年4月12日） - 『ドローンかくれんぼ』コーナーに出演。
- 証言者バラエティ アンタウォッチマン!（テレビ朝日、2022年8月9日）-『大宮セブンSP』
  - スタジオ出演：すゑひろがりず。VTR出演：マヂカルラブリー、囲碁将棋。
- マルコポロリ!（関西テレビ、2022年9月25日）-『すごいぞ!大宮セブンSP』
  - スタジオ出演：マヂカルラブリー、すゑひろがりず、タモンズ。

### ツアー・ライブ
- 大宮セブンツアー〜スリーアイランズドリーム（三島の夢）〜
  - 2021年4月11日 - 東京・銀座ブロッサム 中央会館 ホール
  - 【公演中止】2021年5月14日 - 大阪・なんばグランド花月 ＊コロナ禍によるもの
  - 2021年6月13日 - 福岡・よしもと福岡 大和証券／CONNECT劇場
  - 2021年10月22日 - 大阪・なんばグランド花月 ＊中止された5月の振替公演
- 大宮セブンツアー〜スリーアイランズドリーム（三島の夢）〜 やっぱり最後は地元大宮でしょ!（大反省会トークライブ付）
  - 2021年7月3日 - 埼玉・さいたま市民会館おおみや（旧会館）大ホール
- 大宮セブンライブ特別編〜さようなら市民会館おおみや。こんにちは新メンバー。〜（2022年3月18日、埼玉・さいたま市民会館おおみや〈旧会館〉大ホール） ＊コマンダンテが新メンバーとして加入する事を発表

## 大宮セブンゆかりの地
スーパーオートバックス・大宮バイパス店
2015年より定期的にお笑いイベントが開かれており、翌2016年には店内に店長手作りの劇場が開設された。移設を経て約100名を収容できる規模となり、動画配信設備も備えられている。
大宮セブンメンバーによると、「袖の広さが1200人規模のホール並みで、カメラの数はよしもと幕張イオンモール劇場よりも多く、手作りの劇場で（ホーム劇場の）大宮ラクーンよしもと劇場を超えてくる異常事態が起きている」とのこと。また、コロナ禍がきっかけで2020年3月にYouTubeチャンネル「お笑いバックスちゃんねる」を開設、無観客生配信を行っている。配信ではネタではなく主にトークを中心とした内容になっている。
先述の「それゆけ!大宮セブン」では、店舗を運営するバッファロー（オートバックスセブンとフランチャイズ契約を締結している企業の一つ）が提供スポンサーに名を連ねている。
清水園
大宮では老舗の宴会場・結婚式場（2023年3月に一時閉館。立体駐車場があった敷地に移転して、2024年春に営業再開予定）。
無名時代から営業（祭りや催し物）に呼んでくれていた。初代大宮セブンのサカイストが福岡吉本へ異動する際は、清水園にて送別会を行った。

## クラウドファンディング
大宮セブンをもっと多くの人に、 知ってもらいたい
（2020年6月3日 - 2020年7月30日）
リターンには、大宮セブンのファンの名称である『七味』の文字が入ったオリジナル屋号Tシャツや、大宮セブンメンバーによるトークライブなどがあり、759,000円を集めた。
大宮セブンツアーを成功させたい！
（2021年2月18日 -）
東京・大阪・福岡で開催される「大宮セブンツアー」の公演制作費・会場限定のグッズ製作費を集める目的として、吉本興業プロデュースのSILKHAT（シルクハット）で立ち上げられた。リターンには、ツアー中の密着風映像や公演最後のエンドロールに名前が掲載されるものなどがある。